# 기후네 신사
기후네 신사(貴船神社)는 교토시 사쿄구 구라마 기부네정에 있는 신사이다. 연희식신명장(延喜式神名帳)의 명신대사(名神大社), 이십이사(二十二社) 중 하팔사(下八社)이며, 과거 관폐중사(官幣中社)였으며 현재 별표신사(別表神社)이다.
일본 전국에 2천개의 신사를 거느린 물의 신(水神)의 총본궁이다. 지역명의 귀선(貴船)자를 '기부네(きぶね)'라고 읽는 것과 달리, 물의 신이기 때문에 탁음이 없는 '기후네(きふね)'라고 읽는다.

## 개요

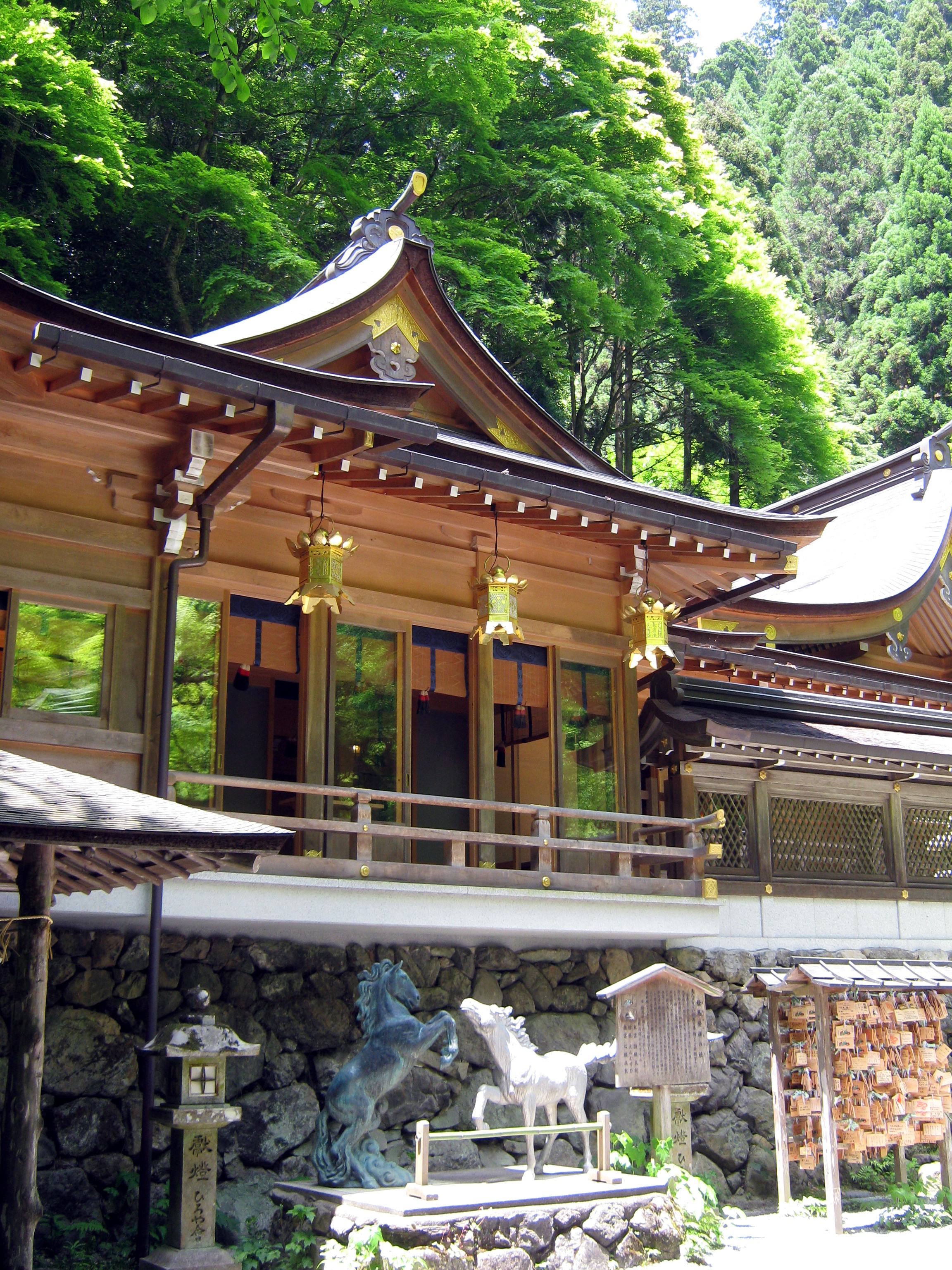
'에마의 발상지'로 여겨진다.

기부네산과 구라마산 사이에 있는 삼림 속 골짜기에 자리한다. 신사 앞에는 가모가와강의 상류에 위치한 기부네강이 흐르고 있는데, 교토시를 흐르는 가모가와강의 원류로도 여겨진다. 여기서 모시는 물의 신은 예로부터 비를 내리는 능력이 있다고 믿어져왔는데 헤이안 시대에 기우(祈雨) 85좌(연희식)의 일좌로 여겨졌다. 수신(水神)인 오카미노카미(高龗神)를 모시 있어 농업이나 발전업뿐 아니라 수도, 음식, 양조, 염색, 목욕탕 등의 업자들이 주로 방문한다. 화마를 막는 힘도 있다고 여겨진다.
예로부터 천황들은 가뭄 때에는 검은 말을, 장마에는 흰 말을 봉납하여 기원했다고 전해지며, 후에 실제 말이 아니라 말 모양의 판자에 색을 칠한 판립마(板立馬)를 봉납하였다고 전해진다. 이것이 현재 에마의 원형이 되었기 때문에 기후네 신사를 에마의 기원이 되는 신사라고 하기도 한다.
또한 인연을 이어준다는 엔무스비노카미의 신앙도 있고, 소설이나 만화속 음양사에 의한 인기도 있어 젊은 커플이 많이 방문한다. 한편으로는 연을 끊는 신인 주저신(呪咀神)으로 모셔지기도 하여, 축시의 참배로도 유명하다. 헤이안시대에는 축시인지는 알 수 없지만 기후네 신사에 밤에 참배하는 관습이 있었다. 이때 본래 저주가 아니라 소원을 비는 의미였는데, 시대의 변천과 함께 본래의 의미가 변질된 것으로 보인다.
이 부근은 교토에서도 유명한 단풍의 명소 중 하나이다. 신수(神水)는 교토 수맥의 원류인 귀선(貴船)에서 흐르는 것으로 마실 수 있다.